# Notario mayor del reino (corona de Castilla)
El notario mayor del reino era un funcionario de alto rango de la corona de Castilla. Había uno para Andalucía, otro para el reino de Castilla, otro para el de León y por último uno para el reino de Toledo.

## Historia
El historiador David Torres Sanz, como señaló Jaime de Salazar y Acha, incluyó a los notarios mayores del reino en el grupo de los oficiales encargados de la «organización burocrática» de la Corona castellana, entre los que también figuraban el canciller mayor del rey, el canciller del sello de la Puridad, el notario mayor de la Cámara del rey, el notario mayor de la Corte y el notario mayor de los privilegios rodados, aunque también figuraban entre ellos los escribanos, los secretarios, los registradores, los selladores, los refrendarios y los relatores.
En 1431, durante el reinado de Juan II de Castilla, los notarios mayores y los cancilleres y mayordomos mayores percibían un salario de 98.400 maravedís, y los notarios, mayordomos y cancilleres menores uno de 49.200.

## Notarías mayores del reino
Entre los notarios mayores del reino figuraban los siguientes:
- Notario mayor de Andalucía.
- Notario mayor de Castilla.
- Notario mayor del reino de León.
- Notario mayor del reino de Toledo.